# Любке английски
Любке английски е термин, отнасящ се за безсмислен английски текст, създаден чрез дословен превод дума по дума от текст на немски език, като не се обръща внимание на различията в двата езика, като например:
- синтаксис;
- преносно значение или думи и фрази с повече от едно значения;
- немски идиоми, които нямат еквивалент в английския.

„Любке английски“ е наречен на името на втория Бундеспрезидент на Германия от 1959 до 1969, Хайнрих Любке. Неговите знания по английски език страдат от значими пропуски, и когато ги използва при своите визити, той става мишена за присмех от немски хумористи по онова време.
Един пример за „Любке английски“ би бил следния:
- Изречение на немски: Gleich geht es los. („Ще започне скоро.“)
- Смислен превод на английски: It'll start very soon. („Ще започне много скоро.“)
- „Любке английски“, тоест безсмислен превод: Equal goes it loose. (приблизителен превод на български: „Еднакво тръгва свободно.“)

Така се получава, защото „gleich“ буквално означава „equal“. Такъв е случаят и с другите думи, и цялата фраза губи своя смисъл.